# 福岡社会保険事務局
福岡社会保険事務局（ふくおかしゃかいほけんじむきょく）は、かつて福岡県福岡市博多区にあった社会保険庁の地方支分部局で、福岡県を管轄していた。
2009年いっぱいで他の社会保険事務局とともに廃止されたが、日本年金機構発足に際し、九州・沖縄他県の社会保険事務局を事実上吸収、その九州・沖縄ブロック本部に衣替えした。準備として2009年10月に事務所を移転した。

## 管内社会保険事務所等
社会保険事務所については、年金機構に於いてブロック本部配下の「年金事務所」となった。
| 県内ブロック | 事務所名                                                                     | 所轄エリア                                                                                   |
| ------------ | ---------------------------------------------------------------------------- | -------------------------------------------------------------------------------------------- |
| 福岡         | 東福岡社会保険事務所 ↓ 東福岡年金事務所                                      | 福岡市のうち東区、宗像市、福津市、 古賀市及び糟屋郡                                          |
| 福岡         | 福岡社会保険事務局博多社会保険事務室 （博多社会保険事務所） ↓ 博多年金事務所 | 福岡市のうち博多区                                                                           |
| 福岡         | 中福岡社会保険事務所 ↓ 中福岡年金事務所                                      | 福岡市のうち中央区                                                                           |
| 福岡         | 西福岡社会保険事務所 ↓ 西福岡年金事務所                                      | 福岡市のうち西区・早良区並びに城南区、 前原市及び糸島郡（年金機構発足後は糸島市）            |
| 福岡         | 南福岡社会保険事務所 ↓ 南福岡年金事務所                                      | 福岡市のうち南区、春日市、大野城市、 太宰府市、筑紫野市、那珂川市、 朝倉市及び朝倉郡         |
| 北九州       | 小倉北社会保険事務所 ↓ 小倉北年金事務所                                      | 北九州市のうち小倉北区と門司区                                                               |
| 北九州       | 小倉南社会保険事務所 ↓ 小倉南年金事務所                                      | 北九州市のうち小倉南区、行橋市、京都郡、 豊前市及び築上郡                                    |
| 北九州       | 八幡社会保険事務所 ↓ 八幡年金事務所                                          | 北九州市のうち八幡西区・八幡東区・若松区 並びに戸畑区、中間市及び遠賀郡                      |
| 筑豊         | 直方社会保険事務所 ↓ 直方年金事務所                                          | 直方市、宮若市、鞍手郡、田川市、田川郡、 飯塚市、嘉麻市及び嘉穂郡桂川町                      |
| 筑後         | 久留米社会保険事務所 ↓ 久留米年金事務所                                      | 久留米市、小郡市、三井郡大刀洗町、 うきは市、大川市、三潴郡大木町、 八女市、筑後市及び八女郡 |
| 筑後         | 大牟田社会保険事務所 （福岡社会保険事務局大牟田事務所） ↓ 大牟田年金事務所   | 大牟田市、柳川市及びみやま市                                                                 |